# Жарска-Весь
Жарска-Весь (пол. Żarska Wieś, нем. Sohr-Neudorf) — деревня в Польше в административном округе Гмина Згожелец, на юго-западной Польше. Деревня находится недалеко от немецкой границы (7 км). Жарска-Весь находится примерно 9 километров от города Згожелец (пол. Zgorzelec) и 136 километров от региональной столицы Вроцлав.
В деревне живёт около тысячи человек.